# Paederini
Tribu
Synonymes
- Poederidae Fleming, 1821 (nom original)
- Paederini Schomann & Solodovnikov, 2016

Les Paederini sont une tribu de coléoptères de la famille des Staphylinidae et de la sous-famille des Paederinae.

## Caractéristiques
Certains membres des Paederina, une sous-tribu des Paederini, contiennent une substance dans leur hémolymphe, qui en contact avec la peau, peut provoquer une irritation appelée dermatite à Paederus. L'agent actif se nomme pédérine et est extrêmement toxique. À quantité égale, il est plus puissant que le venin de cobra.

## Sous-tribus
Cryptobiina – Dicaxina – Dolicaonina – Paederina